# 穆罕默德·纳西尔
穆罕默德·本·雅各布·本·優素福·纳西尔（阿拉伯语：‎；约1182年—1213年），基督教文献又称米拉马莫林（西班牙語：Miramamolín），穆瓦希德王朝哈里发，1199年至1213年在位。

## 生平
纳西尔在1199年1月25日即位，此时的穆瓦希德帝国不甚稳定。其父阿布·优素福·雅各布·曼苏尔在位期间在伊比利亚半岛取得连番胜利，因此纳西尔即位之初并未受到伊比利亚方面的较大威胁，得以有精力对抗穆拉比特王朝的残余加尼亚家族。纳西尔率兵在伊夫起亚击败了加尼亚家族，之后任命阿布·穆罕默德·本·阿比·哈夫斯（Abu Mohammed ibn Abi Hafs）为伊夫起亚总督。阿布·穆罕默德也是后来统治伊夫起亚的哈夫斯王朝的始祖，一直统治伊夫起亚地区到1574年。
1211年，纳西尔率军再度入侵伊比利亚半岛，迫使基督徒组成十字军联盟应战，还获得教宗依诺增爵三世资助。联军最终在1212年和纳西尔的军队展开托洛萨会战，穆斯林军队惨败。穆罕默德·纳西尔也在翌年离世，幼子优素福·穆斯坦西尔继任。

## 维齐尔
- 阿布·扎伊德·本·尤詹（Abu Zayd bin Yujan，1198–1199）
- 阿布·穆罕默德·本·阿比·哈夫斯（Abu Mohammed ibn Abi Hafs，1199–1205）
- 阿布·赛义德·奥斯曼·本·贾米（Abu Sa`id Uthman ibn Jam`i，1205–1214）

### 书目
- Charles-André Julien, Histoire de l'Afrique du Nord, des origines à 1830. 1931.

| 前任： 雅各布·曼苏尔 | 穆瓦希德王朝 1199–1213 | 繼任： 优素福·穆斯坦西尔 |